# Resolutie 2347 Veiligheidsraad Verenigde Naties
Resolutie 2347 van de Veiligheidsraad van de Verenigde Naties werd op 24 maart 2017 unaniem aangenomen door de VN-Veiligheidsraad. De door Frankrijk en Italië opgestelde resolutie veroordeelde de vernieling en smokkel van cultureel erfgoed door terreurgroepen. De resolutie was het vervolg van een internationale conferentie over de bescherming van cultureel erfgoed die in december 2016 in Abu Dhabi was georganiseerd door Frankrijk en de Verenigde Arabische Emiraten. Daar was besloten om een fonds en opvanghuizen op te richten om cultureel erfgoed te beschermen, twee punten die in deze resolutie waren overgenomen.
Dit was de eerste resolutie van de Veiligheidsraad die geheel aan de bescherming van cultureel erfgoed was gewijd.

## Standpunten
UNESCO-directeur-generaal Irina Bokova noemde de vernietiging van cultureel erfgoed een oorlogsmisdaad en -tactiek. Extremisten weten dat het symbolen van eenheid en aloude dialoog tussen culturen zijn, en daarom willen ze dit erfgoed vernietigen. Daarom was het belangrijk om erfgoed te verdedigen. Ook andere deelnemers aan het debat beschouwden het beschermen van erfgoed als bepalend bij het herstellen van de vrede en het oplossen van conflicten.
Een vijftigtal landen werkten samen met haar organisatie, hadden hun wetgeving aangescherpt en deelden informatie om de smokkelroutes te ontmantelen. Verder werd samengewerkt met het UNODC, Interpol, douanediensten, de private sector en musea om cultureel erfgoed te beschermen. Resolutie 2199 uit 2015, die handel in cultureel erfgoed uit Irak en Syrië verbood, wierp snel zijn vruchten af.

## Inhoud
De Algemene Conferentie van de UNESCO had met een resolutie een "strategie voor de versterking van UNESCO's acties om cultuur te beschermen en cultureel pluralisme te promoten in geval van gewapend conflict" aangenomen. In december had de organisatie een noodfonds opgericht om erfgoed in oorlogsgebieden te beschermen. Landen werden gevraagd om hieraan bij te dragen.
De vernietiging en plundering van cultureel erfgoed door met name terreurgroepen, die hiermee probeerden volkeren hun herkomst en diversiteit te ontzeggen en geld te verdienen, kon conflicten in de hand werken en later verzoening in de weg staan. De Veiligheidsraad veroordeelde het vernietigen en smokkelen van cultureel erfgoed door terreurgroepen tijdens gewapende conflicten, en bevestigde dat dergelijke feiten als oorlogsmisdaden konden worden aangemerkt.
Men bracht resolutie 1373 uit 2001 ter herinnering. Deze resolutie had landen opgedragen de financiering van terrorisme af te snijden. Van groot belang was de samenwerking tegen de georganiseerde misdaad die cultureel erfgoed smokkelde. In dat kader werden landen opgeroepen om hun eigen cultureel erfgoed te inventariseren, de in- en export goed te reguleren, informatie over gestolen cultureel erfgoed samen te brengen en een netwerk van opvanghuizen op te zetten waar bedreigd erfgoed in bewaring kon worden genomen.
Recent had het Internationaal Strafhof voor het eerst iemand veroordeeld voor oorlogsmisdaden omdat hij met opzet religieuze gebouwen en historische monumenten had vernietigd. Het ging om Ahmad Al Faqi Al Mahdi, die tijdens de burgeroorlog in Mali monumenten in Timboektoe had verwoest. Hiervoor had hij negen jaar cel gekregen.
Lijst ·  2337 ·  2338 ·  2339 ·  2340 ·  2341 ·  2342 ·  2343 ·  2344 ·  2345 ·  2346 ·  2347 ·  2348 ·  2349 ·  2350 ·  2351 ·  2352 ·  2353 ·  2354 ·  2355 ·  2356 ·  2357 ·  2358 ·  2359 ·  2360 ·  2361 ·  2362 ·  2363 ·  2364 ·  2365 ·  2366 ·  2367 ·  2368 ·  2369 ·  2370 ·  2371 ·  2372 ·  2373 ·  2374 ·  2375 ·  2376 ·  2377 ·  2378 ·  2379 ·  2380 ·  2381 ·  2382 ·  2383 ·  2384 ·  2385 ·  2386 ·  2387 ·  2388 ·  2389 ·  2390 ·  2391 ·  2392 ·  2393 ·  2394 ·  2395 ·  2396 ·  2397